# Magnus (TV-serie)
Magnus är en svensk TV-serie i tio avsnitt från 1967 i regi av Berndt Klyvare. Serien bygger på Hans Petersons barnbok Magnus och ekorrungen och i rollerna ses bland andra Magnus Ericson, Claes Uneman och Kerstin Tidelius.

## Rollista
- Magnus Ericson – Magnus, 9 år
- Claes Uneman – Mattias, 18 år, springpojke
- Kerstin Tidelius – Magnus' mamma
- Kent Andersson – Magnus' pappa
- Signe Mårtensson – damen som tappar en tia vid grönsaksståndet
- Albert Sjöblom – Andersson, gårdskarl
- Helge Hiller – nattvakt
- Hjördis Wilcke – varuhusbiträde
- Bertil Bergkvist – varuhusföreståndaren
- Rolf Andersson
- Björn Degerlund
- Margit Ambring
- Helene Prætorius

## Om serien
Magnus spelades in i Göteborg 1965 med Klyvare som fotograf. Klippare var Lars Hagström, ljudtekniker Peder Björkegren och inspicient Ulla Ericson. För B-fotot stod Rolf Lindström och Christian Wellton var ljudassistent. Serien sändes i tio avsnitt mellan den 13 oktober och 15 december 1967.